# Larbre Compétition

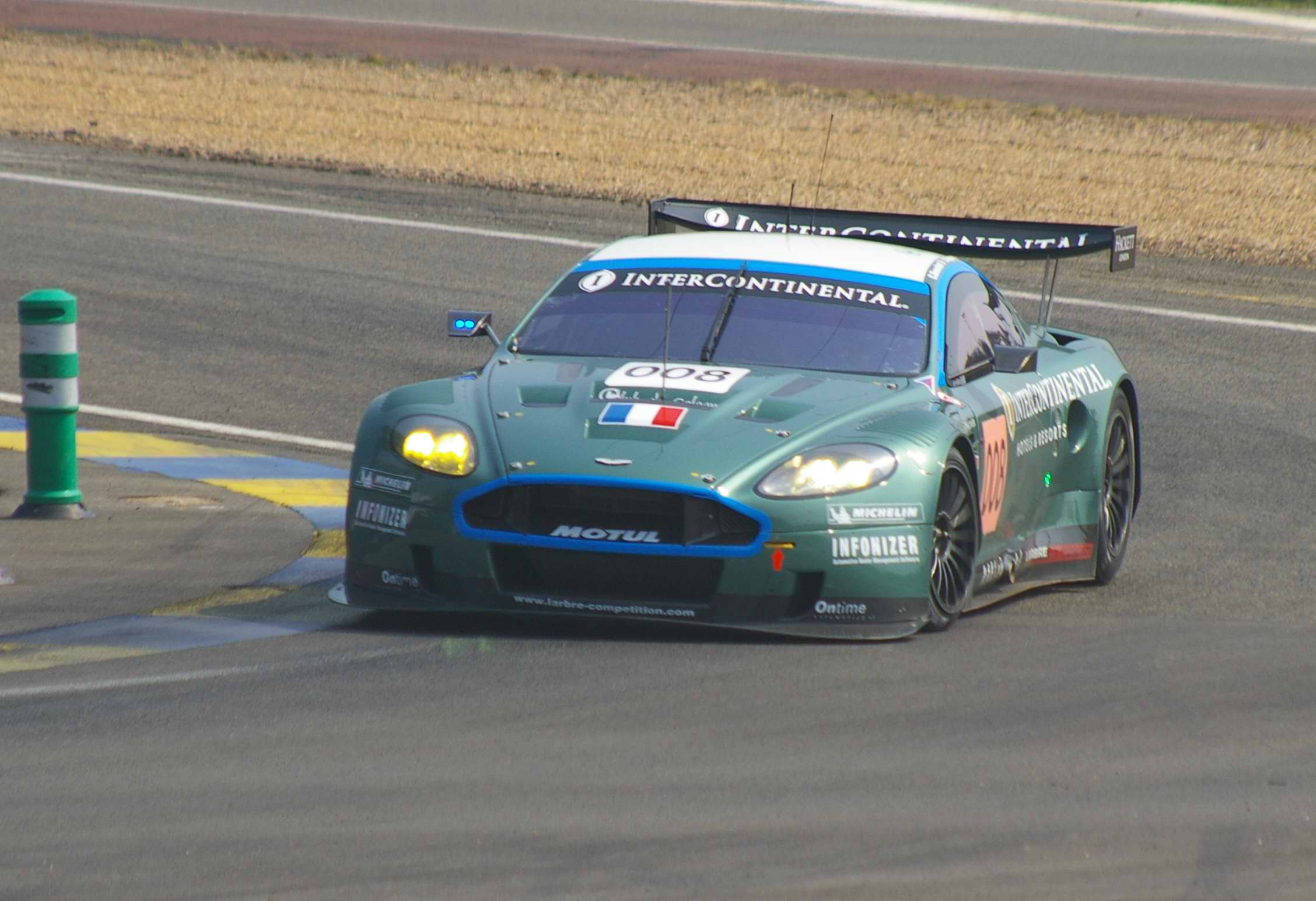
Aston Martin DBR9 de Larbre en 2007.

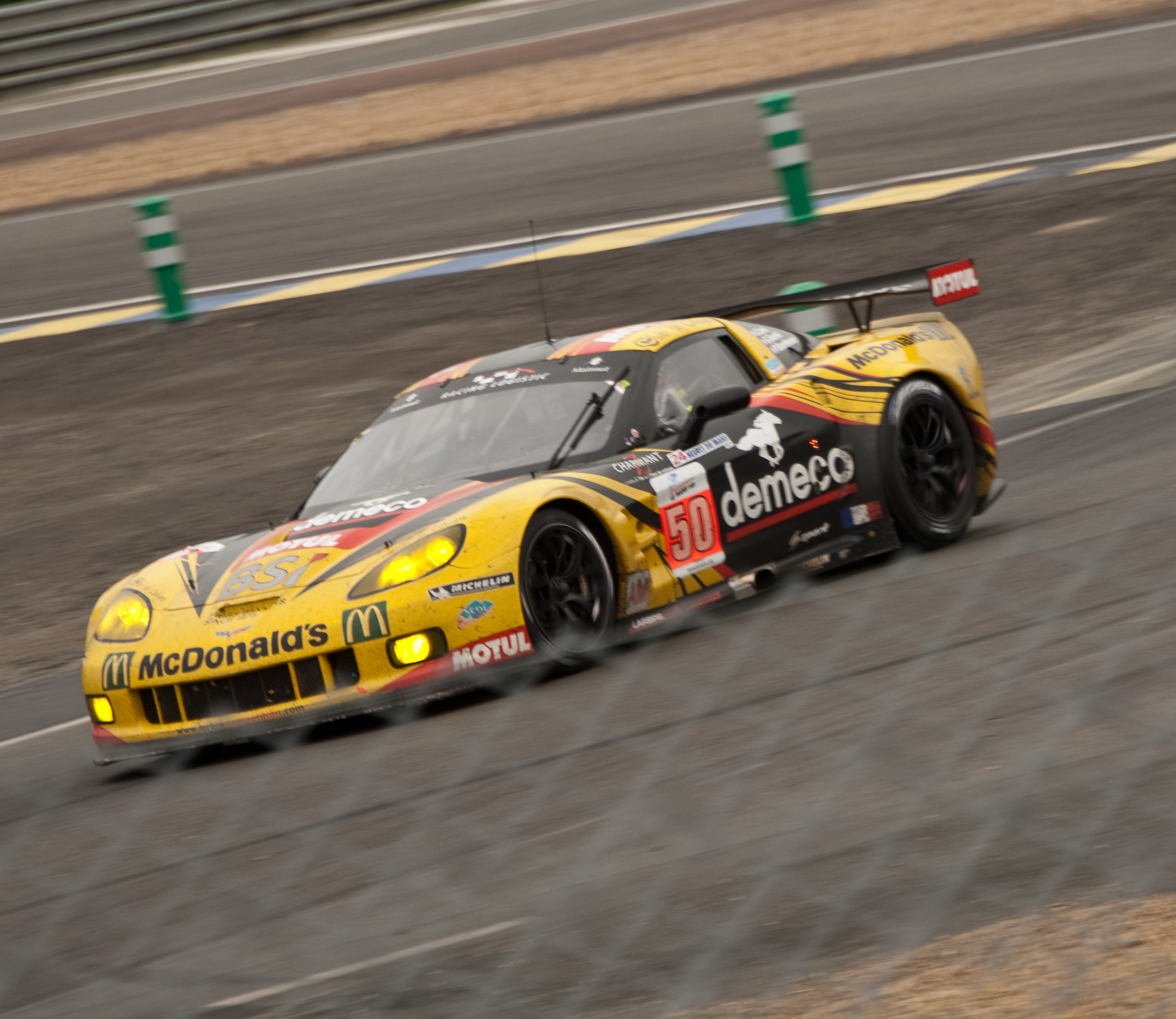
Chevrolet Corvette C6.R de Larbre en 2011.

Larbre Compétition es un equipo de automovilismo francés fundado en 1988 por Jack Leconte con sede en el Circuit du Val de Vienne en La Vigeant, Francia que compite en gran turismos.
El equipo ha sido exitoso en carreras de gran turismos. Logró 5 victorias de clase en las 24 Horas de Le Mans en la clase, 3 campeonatos de equipos de clase de la Le Mans Series, 2 de la Copa Intercontinental Le Mans y uno del Campeonato Mundial de Resistencia. También el equipo venció en 2001 y 2002 las 24 Horas de Spa, y consiguió 4 campeonatos de pilotos en el Campeonato Francés de Gran Turismo. Por otro lado en el Campeonato FIA GT, Larbre ganó 3 campeonato de equipos y 4 de pilotos.
Durante su historia, Larbre compitieron para varias marcas importantes, entre ellas Chevrolet, Porsche, Ferrari y Aston Martin, entre otros.

## Palmarés
Campeonato Francés de Gran Turismo
- Campeonato de 1997 con un Porsche GT2
- Campeonato de 2003 con un Chrysler Viper
- Campeonato de 2008 con un Saleen S7-R
- Campeonato de 2010 con un Porsche 911 GT3

Campeonato FIA GT
- Campeonato de equipos y de pilotos en la clase N-GT en 2000 con Christophe Bouchut y Patrice Goueslard que condujieron una Porsche 911 GT3-R
- Campeonato de equipos y de pilotos en 2001 con Christophe Bouchut y Jean-Philippe Belloc y en 2002 con Christophe Bouchut. En ambos fueron con una Chrysler Viper GTS-R
- Campeonato de pilotos en 2005 con Gabriele Gardel

Le Mans Series
- Campeón de la clase GT1 en 2004, 2006 y 2010 con un Ferrari 550-GTS Maranello, un Aston Martin DBR9, y un Saleen S7-R respectivamente.

24 Horas de Le Mans
- Ganador de la clase GT en 1993 con un Porsche 911 Carrera RSR
- Ganador de la clase GT2 en 1994 con un Porsche 911 Carrera RSR
- Ganador de la clase GT1 en 2010 con un Saleen S7-R
- Ganador del GTE Am en 2011 y 2012 con un Chevrolet Corvette C6.R GT2

24 Horas de Spa
- Dos victorias absolutas en 2001 y en 2002, ambos con un Chrysler Viper GTS-R

Copa Intercontinental Le Mans
- Campeonato de equipos de la clase GT1 en 2010 con un Saleen S7-R
- Campeonato de equipos en el GTE Am 2011 con un Chevrolet Corvette C6.R GT2

Campeonato Mundial de Resistencia
- Campeonato de equipos en el GTE Am 2012 con un Chevrolet Corvette C6.R GT2